# بیست و هشتمین دوره جوایز اسکار

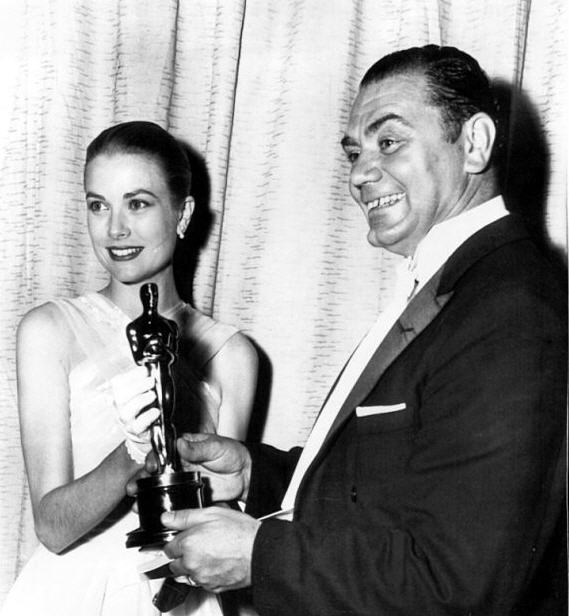
بیست و هشتمین دوره جوایز اسکار

بیست و هشتمین دوره مراسم اعطای جوایز اسکار (انگلیسی: 28th Academy Awards) در روز ۲۱ مارس ۱۹۵۶ در تئاتر پنتیجز هالیوود، لس‌آنجلس و تئاتر نیو سنچری نیویورک برگزار شد. در این مراسم بهترین فیلم‌های سال ۱۹۵۵ جهان به انتخاب آکادمی علوم و هنرهای تصاویر متحرک جایزه گرفتند.
جری لوئیس (لس آنجلس)، کلودت کولبرت (نیویورک) و جوزف ال. منکیه‌ویچ (نیویورک) مجریان این مراسم بود.

## جوایز
| جایزه اسکار بهترین فیلم | جایزه اسکار بهترین کارگردانی |
| --- | --- |
| - Harold Hecht for یونایتد آرتیستس - مارتی - بادی آدلر for فاکس قرن بیستم - عشق چیز باشکوهی است - Leland Hayward for وارنر برادرز - آقای رابرتس - Fred Kohlmar for کلمبیا پیکچرز - پیک‌نیک - هال بی. والیس for پارامونت پیکچرز - خالکوبی رز | - دلبرت من – مارتی - الیا کازان – شرق بهشت - دیوید لین – فصل تابستان - جاشوا لوگن – پیک‌نیک - جان استرجز – روز بد در بلک راک |
| جایزه اسکار بهترین بازیگر نقش اول مرد | جایزه اسکار بهترین بازیگر نقش اول زن |
| - ارنست بورگناین – مارتی - جیمز کاگنی – دوستم داشته باش یا ترکم کن - جیمز دین – شرق بهشت - فرانک سیناترا – مرد بازو طلایی - اسپنسر تریسی – روز بد در بلک راک | - آنا مانیانی – خالکوبی رز - سوزان هیوارد – فردا گریه خواهم کرد - کاترین هپبورن – فصل تابستان - جنیفر جونز – عشق چیز باشکوهی است - النور پارکر – ترانه منقطع شده |
| جایزه اسکار بهترین بازیگر نقش مکمل مرد | جایزه اسکار بهترین بازیگر نقش مکمل زن |
| - جک لمون – آقای رابرتس - آرتور کندی (بازیگر) – Trial - جو مانتل – مارتی - سال مینئو – شورش بی‌دلیل - آرتور اوکانل – پیک‌نیک | - جو وان فلیت – شرق بهشت - بتسی بلر – مارتی - پگی لی – بلوز پیت کلی (فیلم) - ماریسا پاوان – خالکوبی رز - ناتالی وود – شورش بی‌دلیل |
| جایزه اسکار بهترین فیلم‌نامه اقتباسی | جایزه اسکار بهترین فیلم‌نامه غیراقتباسی |
| - مارتی – پدی چایفسکی - روز بد در بلک راک – میلارد کافمن - مدرسه اوباش و اراذل – ریچارد بروکس - شرق بهشت – Paul Osborn - دوستم داشته باش یا ترکم کن – Daniel Fuchs و ایزوبل لنارت | - ترانه منقطع شده – ویلیام لودویگ و سونیا لویان - دادگاه نظامی بیلی میچل – Milton Sperling و امت لیوری - هوا همیشه مناسب است – بتی کامدن و آدولف گرین - تعطیلات موسیو اولو – ژاک تاتی و هانری مارکه - The Seven Little Foys – ملویل شاولسون و Jack Rose |
| جایزه اسکار بهترین داستان | جایزه اسکار بهترین پویانمایی کوتاه |
| - دوستم داشته باش یا ترکم کن – Daniel Fuchs - The Private War of Major Benson – Joe Connelly و Bob Mosher - شورش بی‌دلیل – نیکلاس ری - مرکز هوایی استراتژیک – Beirne Lay, Jr. - The Sheep Has Five Legs – Jean Marsan، آنری ترویا، Jacques Perret، آنری ورنوی and رائول پلوکا | - اسپیدی گنزالس (فیلم) - Good Will to Men - The Legend of Rockabye Point - No Hunting |
| جایزه اسکار بهترین فیلم مستند | جایزه اسکار بهترین فیلم مستند (کوتاه) |
| - هلن کلر در داستان خودش - Heartbreak Ridge | - Men Against the Arctic - والت دیزنی - نبرد گتیزبرگ - The Face of Lincoln |
| جایزه اسکار بهترین فیلم کوتاه | جایزه اسکار بهترین فیلم کوتاه |
| - Survival City – Edmund Reek - 3rd Ave. El – Carson Davidson - Gadgets Galore – رابرت یانگسون - Three Kisses – Justin Herman | - The Face of Lincoln - نبرد گتیزبرگ - On The Twelfth Day - Switzerland - 24-Hour Alert |
| جایزه اسکار بهترین موسیقی فیلم | جایزه اسکار بهترین موسیقی فیلم |
| - عشق چیز باشکوهی است – آلفرد نیومن - Battle Cry – ماکس اشتاینر - مرد بازو طلایی – المر برنستاین - پیک‌نیک – جورج دانینگ - خالکوبی رز – الکس نورث | - اکلاهما! – رابرت راسل بنت، Jay Blackton and آدولف دویچ - بابا لنگ‌دراز – آلفرد نیومن - مردها و عروسک‌ها – Jay Blackton and سیریل جی. ماکریج - هوا همیشه مناسب است – آندره پروین - دوستم داشته باش یا ترکم کن – پرسی فیث و جرجی استول |
| جایزه اسکار بهترین ترانه | جایزه اسکار بهترین میکس صدا |
| - "Love Is a Many-Splendored Thing" from عشق چیز باشکوهی است – Music by سمی فین; Lyric by پل فرنسیس وبستر - "I'll Never Stop Loving You" from دوستم داشته باش یا ترکم کن – Music by نیکلاس برودسکی; Lyric by سمی کان - "Something's Gotta Give" from بابا لنگ‌دراز – Music and Lyric by جانی مرسر - "The Tender Trap" from The Tender Trap – Music by جیمی ون هیوزن; Lyric by سمی کان - "Unchained Melody" from Unchained – Music by الکس نورث; Lyric by Hy Zaret                                                          | - اکلاهما! – Fred Hynes, Todd-AO Sound Department - عشق چیز باشکوهی است – Carlton W. Faulkner، فاکس قرن بیستم - دوستم داشته باش یا ترکم کن – Wesley C. Miller، مترو گلدوین مایر - آقای رابرتس – William A. Mueller، وارنر برادرز - Not as a Stranger – Watson Jones، ابرشرکت آرسی‌ای |
| جایزه اسکار بهترین طراحی صحنه | جایزه اسکار بهترین طراحی صحنه |
| - خالکوبی رز – Art Direction: Hal Pereira و Tambi Larsen; Set Decoration: Sam Comer و Arthur Krams - مدرسه اوباش و اراذل – Art Direction: سدریک گیبنز و Randall Duell; Set Decoration: Edwin B. Willis و Henry Grace - فردا گریه خواهم کرد – Art Direction: سدریک گیبنز و Malcolm Brown; Set Decoration: Edwin B. Willis و Hugh B. Hunt - مرد بازو طلایی – Art Direction: Joseph C. Wright; Set Decoration: Darrell Silvera - مارتی – Art Direction: Edward S. Haworth و Walter Simonds; Set Decoration: Robert Priestley | - پیک‌نیک – Art Direction: William Flannery و Jo Mielziner; Set Decoration: Robert Priestley - بابا لنگ‌دراز – Art Direction: Lyle Wheeler و John DeCuir; Set Decoration: Walter M. Scott و Paul S. Fox - مردها و عروسک‌ها – Art Direction: Oliver Smith و Joseph C. Wright; Set Decoration: Howard Bristol - عشق چیز باشکوهی است – Art Direction: Lyle Wheeler و George Davis; Set Decoration: Walter M. Scott و Jack Stubbs - گرفتن یک دزد – Art Direction: Hal Pereira و Joseph McMillan Johnson; Set Decoration: Sam Comer و Arthur Krams |
| جایزه اسکار بهترین فیلمبرداری | جایزه اسکار بهترین فیلمبرداری |
| - خالکوبی رز – جیمز وانگ هو - مدرسه اوباش و اراذل – راسل هارلن - فردا گریه خواهم کرد – آرتور آرلینگ - مارتی – جوزف لاشل - Queen Bee – چارلز لنگ | - گرفتن یک دزد – رابرت برکس - عشق چیز باشکوهی است – لئون شامروی - مردها و عروسک‌ها – هری استردلینگ - A Man Called Peter – Harold Lipstein - اکلاهما! – رابرت ال. سرتیس |
| جایزه اسکار بهترین طراحی لباس | جایزه اسکار بهترین طراحی لباس |
| - فردا گریه خواهم کرد – هلن رز - آقای پیکویک – Beatrice Dawson - Queen Bee – ژان لوئی - خالکوبی رز – ادیت هد - اوگتسو مونوگاتاری – Tadaoto Kainosho | - عشق چیز باشکوهی است – شارل لوماری - ترانه منقطع شده – هلن رز - مردها و عروسک‌ها – آیرین شرف - گرفتن یک دزد – ادیت هد - ملکه باکره – شارل لوماری و مری والیس |
| جایزه اسکار بهترین تدوین | جایزه اسکار بهترین جلوه‌های تصویری |
| - پیک‌نیک – Charles Nelson and ویلیام لیون - مدرسه اوباش و اراذل – فریس وبستر - پل‌ها توکو-ری – Alma Macrorie - اکلاهما! – جین روجرو and George Boemler - خالکوبی رز – وارن لو | - پل‌ها توکو-ری - منفجرکننده‌های سد - باران‌های رانچیپور |